# ماکوتو ۶۰۹۳
سیارک ۶۰۹۳ (به انگلیسی: 6093 Makoto، نامگذاری:1990QP5) شش هزار و نود و سومین سیارک کشف شده‌است که در ۳۰ اوت ۱۹۹۰ کشف شد.
قدر مطلق سیارک برابر ۱۳٫۲۰ است.